# Guillermo Sepúlveda
Guillermo Sepúlveda (29 de novembro de 1934 – Guadalajara, 19 de maio de 2021) foi um futebolista mexicano que competiu na Copa do Mundo FIFA de 1962. Atuou no Chivas Guadalajara, com o qual conquistou sete campeonatos nacionais, uma Copa México e uma Liga dos Campeões da CONCACAF, além de seis títulos do Campeón de Campeones.

## Morte
Sepúlveda morreu em 19 de maio de 2021 em Guadalajara.